# Jérémy Demay
 (avril 2014).
Si vous disposez d'ouvrages ou d'articles de référence ou si vous connaissez des sites web de qualité traitant du thème abordé ici, merci de compléter l'article en donnant les références utiles à sa vérifiabilité et en les liant à la section « Notes et références ».
Jérémy Demay est un chroniqueur et humoriste francais. Il s'est fait connaître en 2008 lors du Grand Rire de Québec. Il se produit sur scène notamment lors des galas Juste pour rire, mais aussi à travers le Québec avec son premier one-man-show « Ça arrête pu d’bien aller », en tournée de 2013 à 2015.

## Biographie

### Jeunesse
Né à Paris, Jérémy Demay grandit à Dijon. Après des études en marketing à Marseille, il se rend à Montréal en 2005 pour un stage de fin d'étude à Juste pour rire.

### Débuts au Québec
En 2008 il participe au  Festival Grand Rire de Québec. Il est nommé Révélation de l’année. Un an plus tard, il gagne la première place au concours En route vers mon premier gala Juste pour rire. C’est par l’entremise de ce concours qu’il put participer au Gala animé par Mike Ward et Patrick Groulx. Il apparaît ensuite dans le gala de Rachid Badouri et participe aussi à un gala animé par Guy Nantel. Il anime le spectacle Les Maudits Français, présenté dans le cadre de la série Tout Show.

### DeZoofestau festivalJuste pour rire
En été 2010, il présente les premières 60 minutes de son spectacle dans le cadre de Zoofest, où il reprit aussi l’animation du Cabaret des Maudits Français jusqu'en 2012. Il conclut son été en enregistrant de petites capsules avec l’aide d’un autre humoriste, Neev. Ces capsules furent diffusées en direct sur les ondes de TVA lors de l’émission Juste pour rire.
En 2011, pour une deuxième année consécutive, il fit une nouvelle apparition à Zoofest. Il participa ensuite au gala des Français du festival Juste pour rire et à l’événement JMP (Jean-Marc Parent). Il attire l’attention de Chantal Lamarre, qui lui propose une rubrique à l’émission Les Lionnes, diffusée à Radio-Canada.
En été 2012, il participe à la 30e édition du festival Juste pour rire, au Cabaret des Maudits Français dans Zoofest, au gala Juste pour rire de Mike Ward, à celui animé par Rachid Badouri et à l’évènement JMP.
Depuis 2017, Jérémy Demay est le porte-parole de Meuble RD. Les publicités de l’entreprise ont fait l’objet d'une parodie lors du Bye Bye 2023. L’humoriste, animateur et acteur québécois Pierre-Yves Roy-Desmarais imitait l’humoriste . 

### Ses spectacles solos et son Demayrathon
En septembre 2012, il entame l’élaboration de son premier one-man-show, Ça arrête pu d’bien aller !, qui voit le jour en mai 2013 et se termine en décembre 2015, après une tournée québécoise de plus de 182 représentations, et écoulant tout près de 100 000 billets. En 2015, il a l’honneur de faire les premières parties du spectacle Oh my Gad, de Gad Elmaleh, à l’Olympia de Montréal. En mai 2023, l’humoriste annonce, à l’Olympia de Montréal, son troisième spectacle solo intitulé Naturel, dont il est actuellement toujours en tournée .
Il lance sur Facebook le Demayrathon. Ce concept découle du principe que plus les internautes aiment et partagent ses vidéos sur Facebook, plus il devient plus « con ». Grâce aux 16 vidéos défis, cette campagne lui a permis d’obtenir 20 000 fans en quelques semaines. À ce jour, sa page compte plus de 345 000 fans.

## Livres
En novembre 2015, Jérémy Demay lance son premier livre, La liste sous les Éditions de Un monde différent et en quelques jours seulement[réf. nécessaire] se retrouve au sommet des palmarès[réf. nécessaire] chez Renaud-Bray et Archambault. Il devient rapidement[réf. nécessaire] best-seller[réf. nécessaire], écoulant plus de 50 000 exemplaires au Québec[réf. nécessaire]. Dans un recueil de 176 pages, Jeremy présente un condensé de tous les outils qui lui ont servi à réussir sa vie, mais aussi dans la vie. Il affirme d’ailleurs qu’il a écrit le livre qu’il aurait aimé lire il y a cinq ans lorsqu’il est passé à travers une dépression.[réf. nécessaire] Il a également écrit La Suite, publié en 2018, qui renferme également des trucs qui l'ont aidé à passer à travers sa dépression. Il a publié un troisième livre intitulé La Vie, qui traite de l’acceptation de soi plutôt que du perfectionnement constant de soi-même, un thème récurrent dans les ouvrages portant sur le développement personnel .

## Carrière

### Scène
- 2008 Grand Rire de Québec
- 2009 Gala Juste pour rire de Stéphane Rousseau et Franck Dubosc
- 2009 Gala Juste pour rire de Mike Ward
- 2010 Gala Juste pour rire d’Édouard Baer
- 2011 Participation à l'évènement Jean Marc Parent
- 2011 Gala Juste pour rire d'Arthur
- 2011 Spectacle solo de 60 minutes au Festival Zoofest
- 2011 Animation du Cabaret des Maudits Français au Festival Zoofest
- 2012 Gala Juste pour rire de Rachid Badouri
- 2012 Évènement Jean-Marc Parent
- 2012 Animation du Cabaret des Maudits Français au Festival Zoofest
- 2013 Gala hommage Jean-Marc Parent
- 2013 Gala Juste pour rire de Mike Ward
- 2013 Gala Juste pour rire d’Emmanuel Bilodeau en duo avec Billy Tellier
- 2014 Animation des galas des Rendez-vous de la Francophonie à travers le Canada
- 2013-2014-2015 Tournée québécoise de son one-man show « Ça arrête pu d’bien aller »

### Télévision
- 2008 Grand Rire de Québec - Radio-Canada
- 2008 En route vers mon premier gala Juste pour rire - MaTV
- 2009 Gala Juste pour rire de Stephane Rousseau et Franck Dubosc - TVA
- 2009 Gala Juste pour rire de Mike Ward - TVA
- 2010 Gala Juste pour rire d’Édouard Baer - TVA
- 2011 Gala Juste pour rire d'Arthur - TVA
- 2012 Gala Juste pour rire de Rachid Badouri - TVA
- 2012 Chroniqueur à l'émission Les Lionnes - Radio-Canada
- 2013 Chroniqueur à l'émission "Cap sur l'été" - Radio-Canada
- 2013 Gala hommage Jean-Marc Parent - TVA
- 2013 Gala Juste pour rire de Mike Ward - TVA
- 2013 Chroniqueur à "Salut Bonjour" - TVA
- 2013 Gala Juste pour rire de Emmanuel Bilodeau en duo avec Billy Tellier - TVA
- 2013 Animation de la parade des Jumeaux - TVA
- 2013-2014 Chroniqueur à "Pour Le Plaisir" - Radio-Canada
- 2013 – 2014 Publicités TV Défis Maxi
- 2014 Artiste invité à "Testé sur des humains" - TVA
- 2014 Artiste invité à "Devine qui vient garder?" - Canal Vie
- 2014 Chroniqueur à "Pour le plaisir" - ICI Radio-Canada
- 2014 Animation de l'émission "Me Connais-tu?" - Canal Vie
- 2015 Artiste invité à "En mode Salvail" - TVA
- 2015 Artiste invité à "Pour le plaisir" - TVA
- 2015 Artiste invité à "Pénélope McQuade" - TVA
- 2015 Artiste invité à "Ma maison Rouge" - Canal Vie
- 2015 Artiste invité à "La Guerre des clans" - V Télé
- 2015 Artiste invité à "Le Bon Mix" - TVA
- 2015 Artiste invité à "Signé M" - TVA
- 2015 Artiste invité à "Sucré Salé" - TVA
- 2015 Artiste invité à "Salut Bonjour" - TVA
- 2015 Artiste invité à "Deux filles le matin" - TVA
- 2015 Artiste invité à "Les Échangistes" -  ICI Radio-Canada
- 2016 Artiste invité à "Piment fort" - TVA
- 2016 Artiste invité à "Dans ma tête" - TVA
- 2016 Publicités du Grand Angus McDonald's Canada
- 2016 Animation de l'émission "Buzz" - MusiquePlus
- 2018 Artiste invité à "Vlog" - TVA
- 2020 Comédien à "Surprise sur prise" - FR2

× 2023 Big Brothers célébrités

### Web
- 2013 à ce jour : Capsules Demayrathon
- 2014 Capsules ViaCapitale
- 2014 Capsules Kijiji
- 2016 Capsules Danone Canada

## Prix et récompenses
- 2008 Révélation Grand Rire de Québec
- 2008 Gagnant En route vers mon premier gala Juste pour rire
- 2011 – 2012 En nomination pour le prix de « Découverte de l’année » au Gala Les Olivier
- 2014 Billet d'or pour 50 000 billets vendus